# Wołodźki (rejon dokszycki)
Wołodźki (biał. Валодзькі; ros. Володьки) – wieś na Białorusi, w obwodzie witebskim, w rejonie dokszyckim, w sielsowiecie Królewszczyzna.
Znajduje się tu przystanek kolejowy Wołodźki, położony na linii Połock – Mołodeczno.

## Historia
W czasach zaborów wieś leżała w gminie Porpliszcze, w powiecie wilejskim w guberni wileńskiej Imperium Rosyjskiego.
W dwudziestoleciu międzywojennym wieś leżała w Polsce, w województwie wileńskim, w powiecie duniłowickim, od 1926 w powiecie dziśnieńskim, w gminie Porpliszcze.
Według Powszechnego Spisu Ludności z 1921 roku zamieszkiwało tu 265 osób, 24 było wyznania rzymskokatolickiego, 241 prawosławnego. Jednocześnie 39 mieszkańców zadeklarowało polską przynależność narodową, 226 białoruską. Było tu 46 budynków mieszkalnych. W 1931 w 49 domach zamieszkiwało 276 osób.
Wierni należeli do parafii rzymskokatolickiej w Parafianowie i prawosławnej w Porpliszczach. Miejscowość podlegała pod Sąd Grodzki w Dokszycach i Okręgowy w Wilnie; właściwy urząd pocztowy mieścił się w Porpliszczach.
Po agresji ZSRR na Polskę w 1939 roku wieś znalazła się w granicach BSRR. W latach 1941–1944 była pod okupacją niemiecką. Następnie leżała w BSRR. Od 1991 roku w Republice Białorusi.